# يسوع بكتابات تاسيتوس
أشار المؤرخ والسياسي الروماني تاسيتوس إلى يسوع، وإعدامه على يد بيلاطس البنطي، ووجود المسيحيين الأوائل في روما، في عمله الأخير «الحوليات» الذي كُتب نحو عام 116 ميلادي، في الكتاب الخامس عشر، الفصل الرابع والأربعين. السياق الذي ورد فيه المقطع هو الحريق الكبير الذي استمر ستة أيام والتهم أجزاء واسعة من مدينة روما سنة 64 ميلادي في عهد الإمبراطور نيرون. يُعد هذا المقطع من أقدم الإشارات غير المسيحية إلى نشأة المسيحية، وإعدام المسيح مثلما ورد في الأناجيل القانونية، ووجود المسيحيين واضطهادهم في روما في القرن الأول الميلادي.
يتضمن المقطع نقطتين لغويتين. أولًا، قد يكون تاسيتوس استخدم كلمة خريستياني (Chrestianos) للإشارة إلى المسيحيين، ثم ذكر «كريستوس(Christus) » بوصفه أصل تلك التسمية. ثانيًا، وصف بيلاطس بالوكيل (procurator)، مع أن مصادر أخرى تشير إلى أنه كان يحمل لقب الحاكم (prefect). اقترح الباحثون عدة فرضيات لتفسير هذه الخصوصيات. ويُجمع الباحثون على أن إشارة تاسيتوس إلى إعدام يسوع على يد بيلاطس تُعدّ موثوقة وتكتسب قيمة تاريخية مصدرًا رومانيًا مستقلًا. غير أن تاسيتوس لم يذكر مصدر معلوماته، وهناك عدة فرضيات حول المصادر التي ربما اعتمد عليها.
يُقدِّم تاسيتوس تأكيدًا غير مسيحي لحادثة صلب يسوع. ويرى الباحثون أن هذا المقطع يُثبت ثلاث حقائق منفصلة تتعلق بروما نحو عام 60 ميلادي: (1) أن عدد المسيحيين في روما في ذلك الوقت كان كبيرًا، (2) أنه كان من الممكن التمييز بين المسيحيين واليهود، (3) أن الوثنيين آنذاك ربطوا بين المسيحية في روما وأصولها في اليهودية الرومانية. ويُعد تاسيتوس أحد الكُتّاب غير المسيحيين في تلك الفترة الذين ذكروا يسوع والمسيحية المبكرة، إضافةً إلى فلافيوس يوسيفوس، وبلينيوس الأصغر، وسويتونيوس.

## المقطع وسياقه
كُتب المقطع الوارد في الحوليات (15.44) بعد وصف لحريق روما الكبير الذي استمر ستة أيام والتهم معظم المدينة في يوليو سنة 64 ميلادي. وفيما يلي الجزء الأهم من النص (ترجمة عن اللاتينية بقلم أ. ج. تشيرتش و و. ج. برودريب سنة 1876):
«لكن جميع المساعي البشرية، وكل الهبات السخية من الإمبراطور، واسترضاء الآلهة، لم تقضِ على الاعتقاد الخبيث بأن الحريق قد جرى بأمر منه. ولذلك، ومن أجل إسكات هذه الشائعة، ألصق نيرون التهمة بجماعة مكروهة بسبب فظائعها، كان الشعب يطلق عليها اسم المسيحيين. كريستوس، الذي اشتُق الاسم منه، تعرّض للعقوبة القصوى في عهد تيبيريوس على يد أحد ولاتنا، بيلاطس البنطي. وقد كُبحت تلك الخرافة الهدامة لفترة وجيزة، لكنها عادت وظهرت مجددًا، لا في اليهودية فقط، مصدر الشر الأول، بل حتى في روما، التي تتجمّع فيها كل الجرائم والعار من كل أنحاء العالم وتلقى فيها الاحتفاء. وبناءً عليه، اعتُقل أولئك الذين اعترفوا، ثم استنادًا إلى إفادتهم، أُدين جمع غفير، لا بجريمة إشعال النار، بل بالكراهية ضد الجنس البشري».
ثم وصف تاسيتوس تعذيب المسيحيين
«أُضيفت كل أشكال السخرية إلى موتهم. جُعلوا يلبسون جلود الحيوانات، فمزّقتهم الكلاب حتى الموت، أو صُلبوا على الصلبان، أو حُكم عليهم بالحرق أحياءً، ليكونوا مصدر إضاءة ليلية بعد غروب الشمس. قدّم نيرون حدائقه لهذا المشهد، وكان يعرض عروضًا في السيرك، يختلط فيها بالناس وهو يرتدي زي سائق عربة سباق، أو واقفًا على عربة. ومن هنا، نشأت مشاعر شفقة حتى تجاه المجرمين الذين كانوا يستحقون أشد العقوبات، إذ بدا أن ما جرى لم يكن من أجل الصالح العام، بل لإشباع قسوة رجل واحد».
لا يزال السبب الدقيق للحريق غير مؤكد، لكن كثيرًا من سكان روما اشتبهوا بأن نيرون نفسه هو من أشعل الحريق. ومن أجل صرف الأنظار عنه، اتهم نيرون المسيحيين بإشعال الحريق واضطهدهم، ما شكّل أول مواجهة موثّقة بين المسيحيين والسلطات في روما. وقد أشار تاسيتوس إلى أن نيرون استخدم المسيحيين كبش فداء.
مثل حال معظم الأدب اليوناني واللاتيني القديم، لا توجد مخطوطات أصلية للحوليات. النسخ الباقية من الأعمال الكبرى لتاسيتوس مستمدة من مخطوطتين رئيسيتين تُعرفان باسم المخطوطات الميديسية، محفوظتين في مكتبة لورنتيان في فلورنسا، إيطاليا. تُعد المخطوطة الثانية منها (Plut. 68.2) ، كونها الوحيدة التي تحتوي على الكتب من الحادي عشر حتى السادس عشر من الحوليات، الشاهد الأقدم على المقطع الذي يصف المسيحيين. ويتفق الباحثون عمومًا على أن هذا المخطوط كُتب في القرن الحادي عشر في دير البينديكتين في مونتي كاسينو، وتشير نهايته إلى الراهب راينالدوس، الذي كان على الأرجح أحد اثنين حملا هذا الاسم في ذلك الدير خلال تلك الفترة.